# Oratorio di San Rocco (Giusvalla)
L'oratorio di San Rocco è stato un luogo di culto cattolico situato nel comune di Giusvalla, in corso Bovio, in provincia di Savona. Situato a pochi metri della chiesa parrocchiale di San Matteo, nella seconda metà del XX secolo è stato convertito in teatro comunale.

## Storia e descrizione
L'edificio era un tempo sede della confraternita di San Rocco, ora spostatasi nell'attigua chiesa. L'oratorio è di modeste dimensioni, a navata unica con volta a botte a sesto ribassato.
Costruito durante il Seicento, certamente in relazione alle epidemie di peste imperversanti in quell'epoca, fu trasformato in teatro nella seconda metà del Novecento. La statua lignea di San Rocco fu traslata in chiesa in una cappella laterale. L'edificio conserva la struttura originale (eccetto l'altare smantellato al cui posto c'è ora il palco), ma non gli arredi. Sul muro di destra è ancora visibile la nicchia dove veniva riposta la statua del santo titolare.